# Leevi Madetoja
Leevi Antti Madetoja (Oulu, 17 februari 1887 – Helsinki, 6 oktober 1947) was een Fins componist, muziekpedagoog en dirigent.

## Levensloop
Zijn eerste muzieklessen kreeg hij in zijn geboorteplaats tot 1906. Hij vervolgde zijn studie aan de Universiteit van Helsinki en als leerling van Jean Sibelius, Armas Järnefelt en Erik Furuhjelm aan het Helsinki Music Institute. Ook studeerde hij vanaf 1910 een jaar bij Vincent d'Indy in Parijs en in het volgende jaar bij Robert Fuchs in Wenen en in Berlijn. 
Vanaf 1912 was hij dirigent van het orkest van de Helsinki Philharmonisch Gezelschap en van 1914 tot 1916 van het Stedelijk orkest in Viipuri, waar hij ook doceerde aan de orkestschool. In 1913 huwde hij Hilja Onerva Lehtinen, die schrijfster was onder het pseudoniem L. Onerva. Vanaf 1916 was hij docent aan het Helsinki Music Institute, welke functie hij gedurende 23 jaar vervulde. Verder was hij voor een aantal jaar muziekcriticus voor het dagblad Helsingin sanomat. In 1937 werd hem de titel professor toegekend voor zijn verdiensten voor de Finse muziek. Hij was lid van de Zweedse Koninklijke Muziek Academie. In 1917 behoorde hij bij de stichters van de Finnish Musicians' Union. 
Madetoja was een significant figuur in de romantisch-nationalistische muziek na Sibelius in Finland. Zijn muzikale stijl is beïnvloed door de Ostrobothnische folkloristische muziek, maar ook door de toen bekende Franse muziekstijlen.

## Composities

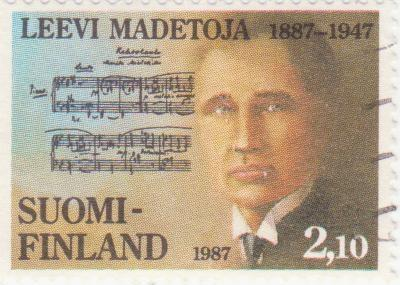
Madetoja op een Finse postzegel van 2,10 markka, uitgegeven in zijn honderdste geboortejaar 1987.

### Werken voor orkest
- 1909 Elegia voor strijkorkest, op. 4 no. 1
- 1909–1910 Symfonische Suite op. 4
  1. Elegy
  2. Nocturne
  3. Pastorale
  4. Finale
- 1910 toneelmuziek bij "Shakkipeli" van Eino Leino, voor orkest, op. 5
- 1910–1911 Konserttialkusoitto, op. 7
- 1911 Tanssinäky, voor orkest, op. 11
- 1912 Pieni romanssi op. 17 no. 2
- 1912–1913/1916 Pieni sarja voor orkest, op. 12
  1. Waltz
  2. Melody
  3. Scherzino
  4. Lullaby
  5. Menuetto
- 1912 Melodia op. 17 no. 1
- 1913 Kullervo symfonisch gedicht voor orkest, op. 15
- 1915 Pieni satu op. 31 no. 3
- 1916 Symfonie nr. 1, op. 29
- 1916/1931 Suite pastorale op. 34
  1. Morning
  2. Caprice
  3. Legend
  4. Waltz
- 1916/1945 Hautalaulu op. 30a no. 1
- 1918 Symfonie nr. 2, op. 35
- 1923 Huvinäytelmäalkusoitto, op. 53
- 1926 Symfonie nr. 3 in A, op. 55
- Kansanlaulu voor strijkers, op. 14
  1. Elegia
  2. Menuetto
- Reminiscence op. 31 no. 4
- Suite Lyrique voor cello en orkest, op. 51
  1. Paysage
  2. Matin
  3. Mélancolie
  4. Caprice
- Suite uit het ballet "Okon Fuoko" op. 58

### Werken voor harmonieorkest
- Ouverture Fantasie
- Vöyrin Kaartin marssi (Kanta-aliupseerikoulun kunniamarssi)

### Muziektheater

#### Opera's
| Voltooid in | titel               | aktes   | première                   | libretto                                                                         |
| ----------- | ------------------- | ------- | -------------------------- | -------------------------------------------------------------------------------- |
| 1924        | Pohjalaisia, op. 45 | 3 aktes | 25 oktober 1924, Helsinki  | Van de componist, naar het gelijknamige toneelstuk van Kustaa Artturi Järviluoma |
| 1934        | Juha, op. 74        | 2 aktes | 17 februari 1935, Helsinki | Aino Ackté en de componist, naar een novelle van Juhani Aho                      |

#### Balletten
| Voltooid in | titel              | aktes | première | libretto | choreografie |
| ----------- | ------------------ | ----- | -------- | -------- | ------------ |
| 1930        | Okon Fuoko, op. 58 |       |          |          |              |

### Werken voor koor
- De profundis voor bariton en mannenkoor, op. 56
- Enkelien joululaulu voor gemengd koor
- Heläjä, heläjä, ilma voor mannenkoor
- Kärsimysvesper voor gemengd koor
- Katson virran kalvohon voor gemengd koor, op. 13 no. 3
- Kehtolaulu voor gemengd koor
- Pyhäinpäivän vesper voor gemengd koor
- Tupa tanssia kysyvi voor mannenkoor

### Vocale muziek met orkest of instrumenten
- 1908 Yksin voor solo zang, op. 2 no. 2
- 1908 Lähdettyäs voor solo zang
- Nuorison lauluja voor solo zang, op. 20b
- Rukous / Gebet voor solo zang, op. 9 no. 4
- Serenadi / Ständchen voor solo zang, op. 16 no. 1
- Syksy / Höst / Autumn zangcyclus, op. 68
- Talviaamu voor solo zang, op. 2 no. 3
- Vieno siipi voor solo zang, op. 25 no. 2

### Kamermuziek
- Violin Sonatina
- Lyyrillinen sarja voor cello en piano, op. 51
  1. Paysage
  2. Matin
  3. Mélancolie
  4. Caprice
- Vanhoja kansantansseja voor klarinet en piano, op. 64b
  1. Polska No. 1
  2. Polska No. 2
- Tanssilaulu voor koperseptet, op. 67 no. 3

### Werken voor piano
- 1918 Kuoleman puutarha in nagedachtenis van zijn broer - suite voor piano
- Four Small Piano Pieces op. 31
  1. Paimenen unelma
  2. Prélude
  3. Pieni satu
  4. Vanha muisto
- Pienoiskuvia voor piano op. 21
  1. Iltatähti
  2. Valsette
  3. Nocturne
  4. Leikki
  5. Lasten marssi
- Piano Trio op. 1
- Six Pieces voor piano, op. 12
- Pastoraalisarja (Suite pastorale) voor piano, op. 34
- Two Pieces voor piano, op. 17